# Sichau
Sichau ist ein Ortsteil der gleichnamigen Ortschaft der Hansestadt Gardelegen im Altmarkkreis Salzwedel in Sachsen-Anhalt.

## Geografie

### Lage
Sichau, ein Rundplatzdorf mit Kirche, liegt etwa 12 Kilometer westlich von Gardelegen in der Altmark zwischen der Colbitz-Letzlinger Heide und dem Naturpark Drömling.

### Ortschaftsgliederung
Zur Ortschaft gehören neben Sichau die Ortsteile Siems und Tarnefitz. Zum Ortsteil gehört auch die Exklave Sichauer Drömling. Diese umfasst 34 ha Grünland und liegt etwa 7 Kilometer südwestlich am Peckfitzer Moorgraben im Grenzgebiet der Gemarkungen Dannefeld, Mieste und Miesterhorst.

## Geschichte

### Mittelalter bis 20. Jahrhundert
Sichau wurde im Jahre 1416 erwähnt, als einem Gardelegener Bürger sieben Schafe vor dem dorfe Zichaw genommen wurden. 1418 ist es daz dorff czichow und 1419 das dorf sichow in einer Klageschrift und Schadensrechnung des Markgrafen Friedrich von Brandenburg vom 24. Mai 1420 gegen den Magdeburger Erzbischof Günther wegen der Landesbeschädigungen durch den Erzbischof und dessen Untertanen. Im Jahre 1687 wird der Ort Zichow genannt, 1804 bereits Sichau.
1897 schrieben Parisius und Brinkmann, dass die Gemeinde durch die Entwässerung des Drömlings und die damit verbundene Absenkung des Grundwasserspiegels zu einer der ärmsten im Landkreis Gardelegen geworden ist.
Bei der Bodenreform wurden 1945 ermittelt: 89 Besitzungen unter 100 Hektar hatten zusammen 1013 Hektar, eine Kirchenbesitzung hatte 11 Hektar und die Gemeinde 16 Hektar Land. Aus der Bodenreform wurden 17,8 Hektar Ackerland aufgeteilt: 11,6 Hektar erwarben 3 landarme Bauern mit Besitz unter 5 Hektar, 6,2 Hektar ein Landarbeiter. Im Jahre 1959 entstand die erste Landwirtschaftliche Produktionsgenossenschaft, die LPG Typ I „Banner des Friedens“.

### Ersterwähnung
Wilhelm Zahn, Hermes und Weigelt und andere meinen, Sichau wäre erstmals 1152 erwähnt worden. Mertens gibt an, es sei als Sichow genannt worden. Der Historiker Rohrlach schreibt: „Die Angabe bei Zahn, der Ort sei 1152 erstmals genannt, ist unzutreffend, gemeint ist vielmehr Sibow“. Die heutige Wüstung Sibow liegt etwa 5 Kilometer südöstlich von Letzlingen in der Letzlinger Heide auf dem Truppenübungsplatz Altmark. Sie war als Ciboue im Besitz des Klosters Hillersleben.
Parisius und Brinkmann meinen, die Erwähnung 1360 Tczichow könnte die Ersterwähnung von Sichau sein, als die von der Schulenburg an den Johanniterorden ihren Anteil an Gartow nebst Zubehör darunter halb Tczichow verkauften.

### Herkunft des Ortsnamens
Franz Mertens führt den Ortsnamen 1152 sichow auf das wendische Wort „zucha“ für „trocken, mager“ zurück und übersetzt den Namen als „Ort auf trockener Höhe“.
Aleksander Brückner erkennt lediglich die slawische Silbe „žih“ im Ortsnamen.

### Eingemeindungen
Bis 1807 gehörte das Dorf zum Salzwedelischen Kreis, von 1807 bis 1813 zum Kanton Mieste, ab 1816 zum Kreis Gardelegen dem späteren Landkreis Gardelegen.
Am 20. Juli 1950 wurden die bis dahin eigenständigen Gemeinden Siems und Tarnefitz aus dem gleichen Landkreis Gardelegen eingegliedert. Am 25. Juli 1925 kam die Gemeinde zum Kreis Gardelegen und am 1. Juli 1994 schließlich zum heutigen Altmarkkreis Salzwedel.
Sichau wurde am 1. Januar 2011 per Landesgesetz in die Hansestadt Gardelegen eingemeindet.

### Einwohnerentwicklung
| Jahr | Einwohner |
| ---- | --------- |
| 1734 | 120       |
| 1774 | 130       |
| 1789 | 125       |
| 1798 | 120       |
| 1801 | 120       |
| 1818 | 114       |

| Jahr | Einwohner |
| ---- | --------- |
| 1840 | 199       |
| 1864 | 208       |
| 1871 | 187       |
| 1885 | 176       |
| 1892 | [0]176    |
| 1895 | 147       |

| Jahr | Einwohner |
| ---- | --------- |
| 1900 | [0]136    |
| 1905 | 157       |
| 1910 | [0]158    |
| 1925 | 148       |
| 1939 | 156       |
| 1946 | 208       |

| Jahr | Einwohner |
| ---- | --------- |
| 1964 | 390       |
| 1971 | 322       |
| 1981 | 261       |
| 1993 | 243       |
| 2006 | 254       |
| 2012 | [00]091   |

| Jahr | Einwohner |
| ---- | --------- |
| 2016 | [00]95    |
| 2017 | 98        |
| 2021 | [0]98     |
| 2022 | [0]96     |

Quelle, wenn nicht angegeben, bis 2006: 1964 bis 2006 mit Siems und Tarnefitz

## Religion
Die evangelischen Kirchengemeinde Sichau, die früher zur Pfarrei Mieste gehörte, wird heute betreut vom Pfarrbereich Mieste des Kirchenkreises Salzwedel, im Propstsprengel Stendal-Magdeburg der Evangelischen Kirche in Mitteldeutschland.
Die ältesten überlieferten Nachrichten über die Kirchengemeinde sind in den Kirchenbüchern für Miesterhorst ab 1634 zu finden. Die Bücher für Sichau beginnen erst im Jahre 1829.
Die katholischen Christen gehören zur Pfarrei St. Hildegard in Gardelegen im Dekanat Stendal im Bistum Magdeburg.

## Politik

### Ortsbürgermeister
Christian Mumme ist Ortsbürgermeister der Ortschaft Sichau. Letzter Bürgermeister der ehemals selbstständigen Gemeinde Sichau war Burkhard Bierstedt.

### Ortschaftsrat
Bei der Ortschaftsratswahl am 26. Mai 2019 alle 5 Sitze von Einzelbewerbern gewonnen.
Gewählt wurden 5 Ortschaftsräte.

### Wappen
Das ehemalige Gemeindewappen wurde am 13. Juli 2009 durch den Landkreis genehmigt.
Blasonierung: „In Gold ein rotes Pulverhorn mit Deckel, an seinem Tragriemen von einem querliegenden grünen Schlehenzweig mit blauen Früchten herabhängend, zwischen Zweig und Horn drei (2:1) kantenwürfelförmige blaue Kristalle mit silberner Facettierung.“
Die Hauptfarben des Wappens sind – abgeleitet von Hauptwappenmotiv (Pulverhorn) und Schildfarbe – Rot-Gold (Gelb).
Das Wappen wurde vom Magdeburger Kommunalheraldiker Jörg Mantzsch gestaltet.

### Flagge
Die ehemalige Flagge ist Rot-Gelb (1:1) gestreift (Querform: Streifen waagerecht verlaufend, Längsform: Streifen senkrecht verlaufend) und mittig mit dem Gemeindewappen belegt.

## Kultur und Sehenswürdigkeiten
- Die evangelische Dorfkirche Sichau ist ein Fachwerkbau aus dem Jahre 1743 mit einer Orgel. Der quadratische Westturm wurde im Jahre 1959 renoviert.[31]
- Der Ortsfriedhof befindet sich neben der Kirche.
- Auf dem Dorfplatz in Sichau steht ein Denkmal für die Gefallenen des Ersten Weltkrieges mit einer allgemeinen Widmung für die Gefallenen des Zweiten Weltkriegs.[32]